# Werner von Haeften
Werner Karl von Haeften (Berlino, 9 ottobre 1908 – Berlino, 21 luglio 1944) è stato un militare tedesco durante la seconda guerra mondiale, compartecipe dell'attentato a Hitler del 20 luglio 1944.

## Biografia

### Primi anni
Werner von Haeften nacque a Berlino, il 9 ottobre 1908. Il padre, Hans von Haeften, fu un ufficiale della Wehrmacht e successivamente presidente dell'Archivio Nazionale, Reichsarchiv, a Potsdam. Haeften si laureò in giurisprudenza all'università di Berlino e dopo la conclusione degli studi lavorò presso una banca ad Amburgo, dove svolse l'attività di consulente fino allo scoppio della seconda guerra mondiale, quando si arruolò nell'esercito tedesco.
All'inizio del conflitto prestò servizio con il grado di tenente dapprima come ufficiale della riserva e successivamente come comandante di un plotone di fanteria sul fronte orientale durante l'Operazione Barbarossa, dove nell'inverno del 1942 fu ferito gravemente e rimpatriato. Non riuscì a riprendere servizio prima del 1943, quando finito il periodo di convalescenza ricevette un incarico a Berlino allo Stato Maggiore della riserva come aiutante del colonnello Claus Schenk von Stauffenberg.

### Il complotto del 20 luglio 1944
In quel periodo, il colonnello Stauffenberg stava iniziando a pianificare l'attentato contro Hitler che avrebbe dovuto, nelle intenzioni dei cospiratori, consentire l'instaurazione di un nuovo governo e portare alla pace con gli alleati. L'incarico che il colonnello ricopriva, Capo di Stato Maggiore della riserva, gli consentiva di avvicinarsi al dittatore durante le riunioni. Il 20 luglio 1944 Haeften si recò insieme a Stauffenberg alla Wolfsschanze, la "tana del lupo", ossia il quartier generale di Hitler sito a Rastenburg, dove avrebbero dovuto fare esplodere due cariche di esplosivo al plastico all'interno del bunker dove si tenevano le riunioni.

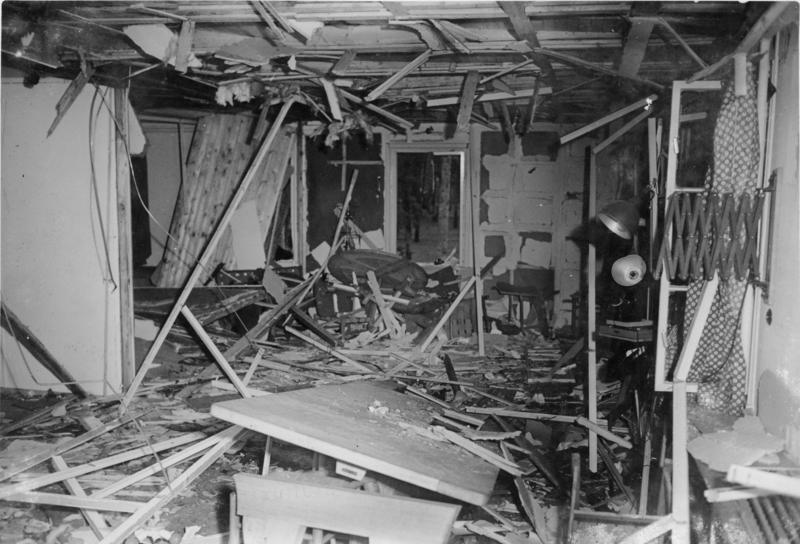
La sala riunioni della tana del lupo dopo l'esplosione del 20 luglio 1944.

A causa di una serie di circostanze sfortunate, quali l'innesco di una sola delle cariche e lo spostamento della riunione dal bunker (dove gli effetti dell'esplosione sarebbero stati con tutta probabilità letali) alla sala riunioni, (un edificio in legno) la deflagrazione non ebbe gli effetti voluti. La vista dell'esplosione fece ritenere a Stauffenberg e ad Haeften che l'attentato fosse riuscito, così fu dato inizio all'Operazione Valchiria per la destituzione del governo nazista.
Il Führer riuscì a sopravvivere all'attentato grazie al grande tavolo di quercia utilizzato nella sala delle riunioni, che aveva fatto da scudo all'esplosione. Riportò solo lievi ferite. Il colpo di stato dell'"Operazione Valchiria" era fallito. Il tenente Haeften, che si trovava nel Bendlerblock, sede del Ministero della guerra e utilizzato come quartier generale della cospirazione, si trovava insieme ai principali congiurati (Stauffenberg, il generale Friedrich Olbricht, il colonnello Albrecht Mertz von Quirnheim e il generale Ludwig Beck) quando fu arrestato e immediatamente condannato a morte insieme agli altri cospiratori su ordine del generale Friedrich Fromm, comandante della riserva a conoscenza dei piani dell'attentato.
Tutti i cospiratori ad eccezione di Beck, al quale fu concesso di suicidarsi, furono uccisi poco dopo la mezzanotte da un plotone di esecuzione composto da dieci uomini del reggimento Großdeutschland nel cortile dello stesso edificio. Quando fu il turno di Stauffenberg, un attimo prima della sua fucilazione, Haeften si frappose tra lui e il plotone, rimanendo ucciso dai proiettili destinati al colonnello.

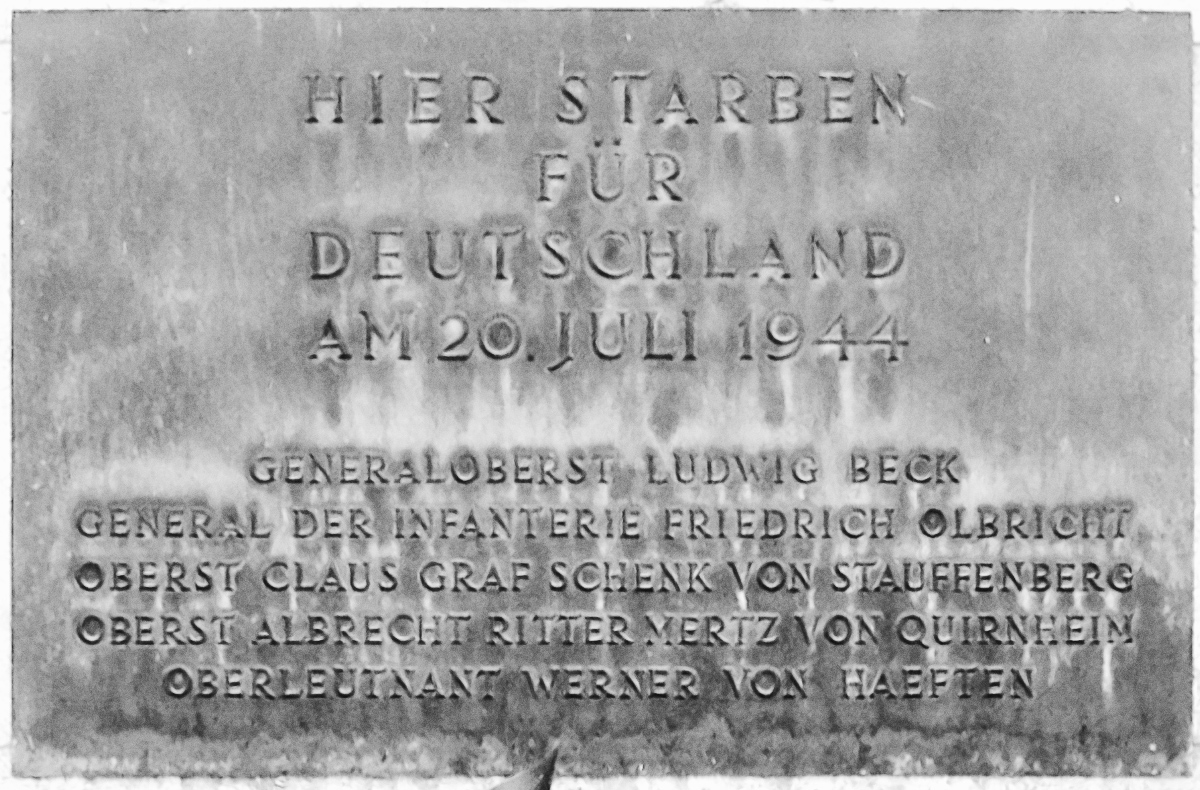
Lapide in ricordo dei cospiratori del 20 luglio 1944, sita nel palazzo di Bendlerblock.

Immediatamente dopo l'esecuzione il corpo del tenente Haeften fu traslato nel cimitero di Schöneberg, ma su ordine di Heinrich Himmler fu riesumato, cremato e le ceneri furono disperse. Successivamente, anche suo fratello Hans subì la medesima sorte e fu giustiziato il 15 agosto nel carcere di Plötzensee.

## Filmografia
- Nel film tv del 1967, Il complotto di luglio, fu impersonato dall'attore Dante Biagioni.
- Nel film tv del 2004, Stauffenberg - Attentato a Hitler, fu impersonato dall'attore tedesco Hardy Krüger Jr.
- Nel film del 2008, Operazione Valchiria, fu impersonato dall'attore inglese Jamie Parker.